# Michel Larocque
Michel Raymond Larocque (Hull, 6 aprile 1952 – Hull, 29 luglio 1992) è stato un hockeista su ghiaccio e dirigente sportivo canadese, che giocava nel ruolo di portiere.

## Carriera
Ha vinto quattro Stanley Cup con i Montreal Canadiens e quattro Vezina Trophy come portiere meno battuto del campionato (tutti condivisi). Terminata la carriera da giocatore, ha iniziato quella da dirigente sportivo (fu vice presidente della QMJHL per la stagione 1991-1992) bruscamente interrotta dalla morte sopraggiunta a 40 anni per causa di un tumore al cervello.